# فهرست کشورهایی که پایتختشان بزرگترین شهرشان نیست

کشورهایی که پایتخت، بزرگترین شهر آن نیست.

در زیر فهرستی از کشورهایی آمده‌است که پایتخت بزرگترین شهر آن کشور نیست.

## فهرست
| کشور                  | پایتخت                 | جمعیت      | بزرگترین شهر         | جمعیت       | نسبت  |
| --------------------- | ---------------------- | ---------- | -------------------- | ----------- | ----- |
| استرالیا              | کانبرا                 | ۴۲۶٬۷۰۴    | سیدنی                | ۵٬۳۱۲٬۱۶۳   | ۱۲٫۶  |
| بلژیک                 | بروکسل                 | ۱۷۹٬۲۷۷    | آنتورپ               | ۵۲۳٬۲۴۸     | ۲٫۹۲  |
| بلیز                  | بلموپان                | ۲۰٬۶۲۱     | بلیز سیتی            | ۶۱٬۷۶۲      | ۳٫۰۷  |
| بنین                  | پورتو نووو             | ۲۶۴٬۳۲۰    | کوتونو               | ۷۶۱٬۱۰۰     | ۳٫۴   |
| بولیوی                | سوکره                  | ۲۵۹٬۳۸۸    | سانتا کروس د لا سیرا | ۱٬۴۵۳٬۵۴۹   | ۷٫۱   |
| برزیل                 | برازیلیا               | ۳٬۰۳۹٬۴۴۴  | سائو پائولو          | ۱۲٬۲۵۲٬۰۲۳  | ۴٫۲۵  |
| بوروندی               | گیتگا                  | ۴۱٬۹۴۴     | بوجومبورا            | ۱٬۰۹۲٬۸۵۹   | ۲۶٫۰۶ |
| کامرون                | یائونده                | ۱٬۴۳۰٬۰۰۰  | دوالا                | ۲٬۰۰۰٬۰۰۰ + | ۱٫۴   |
| کانادا                | اتاوا                  | ۹۳۴٬۲۴۳    | تورنتو               | ۲٬۷۳۱٬۵۷۱   | ۳٫۰۸  |
| چین                   | پکن                    | ۲۲٬۰۰۰٬۰۰۰ | شانگهای              | ۳۰٬۴۸۴٬۳۰۰  | ۱٫۳۹  |
| ساحل عاج              | یاموسوکرو              | ۲۰۰٬۶۵۹    | آبیجان               | ۴٬۳۴۸٬۰۰۰   | ۲۱٫۷  |
| گینه استوایی          | مالابو                 | ۱۸۷٬۳۰۲    | باتا                 | ۲۵۰٬۷۷۰     | ۱٫۳۴  |
| گامبیا                | بانجول                 | ۳۱٬۳۰۱     | سرکوندا              | ۳۳۷٬۰۰۰     | ۲٫۱۸  |
| هند                   | دهلی نو                | ۲۴۹٬۹۹۸    | بمبئی                | ۱۲٬۴۴۲٬۳۷۳  | ۴۹٫۷۷ |
| قزاقستان              | نورسلطان               | ۷۴۳٬۰۱۴    | آلماتی               | ۱٬۴۵۰٬۰۹۵   | ۱٫۹۵  |
| لیختن‌اشتاین           | فادوتس                 | ۵٬۱۰۹      | شان                  | ۵٬۸۰۶       | ۱٫۱۴  |
| ایالات فدرال میکرونزی | پالیکیر                | ۵٬۰۰۰      | ونو                  | ۱۳٬۰۰۰      | ۱٫۴   |
| مراکش                 | رباط                   | ۶۲۷٬۰۰۰    | کازابلانکا           | ۴٬۱۵۰٬۰۰۰   | ۶٫۶۲  |
| میانمار               | نایپیداو               | ۹۲۵٬۰۰۰    | یانگون               | ۴٬۳۴۶٬۰۰۰   | ۴٫۷   |
| نیوزیلند              | ولینگتون               | ۲۱۲٬۱۰۰    | آوکلند               | ۱٬۴۴۰٬۶۰۰   | ۶٫۷۹  |
| نیجریه                | آبوجا                  | ۷۷۸٬۵۶۷    | لاگوس                | ۷٬۹۳۷٬۹۳۲   | ۱۰٫۲  |
| پاکستان               | اسلام‌آباد              | ۱٬۰۱۴٬۸۲۵  | کراچی                | ۱۴٬۹۱۰٬۳۵۲  | ۱۴٫۶۹ |
| پالائو                | نگرولمود               | ۲۷۱        | کورور                | ۱۱٬۲۰۰      | ۴۱٫۳۲ |
| فیلیپین               | مانیل                  | ۱٬۷۸۰٬۱۴۸  | کزون سیتی            | ۲٬۹۳۶٬۱۱۶   | ۱٫۶۷  |
| سان مارینو            | سان مارینو             | ۴٬۲۱۱      | سرواله               | ۱۰٬۶۰۱      | ۲٫۵۲  |
| آفریقای جنوبی         | پرتوریا                | ۲٬۳۴۵٬۹۰۸  | ژوهانسبورگ           | ۳٬۸۸۸٬۱۸۰   | ۱٫۶۶  |
| سری‌لانکا              | سری جایاواردنپورا کوته | ۱۱۵٬۸۲۶    | کلمبو                | ۶۴۲٬۱۶۳     | ۵٫۵۴  |
| سوئیس                 | برن                    | ۱۳۸٬۰۴۱    | زوریخ                | ۳۹۷٬۶۹۸     | ۲٫۸۸  |
| تایوان                | تایپه                  | ۲٬۶۵۰٬۹۶۸  | نیو تایپه            | ۳٬۹۱۶٬۴۵۱   | ۱٫۴۸  |
| تانزانیا              | دودوما                 | ۳۲۴٬۳۴۷    | دارالسلام            | ۲٬۴۹۷٬۹۴۰   | ۷٫۷۰  |
| ترینیداد و توباگو     | پورت آو اسپین          | ۴۹٬۰۰۰     | چاگواناس             | ۶۷٬۴۰۰      | ۱٫۳۷  |
| ترکیه                 | آنکارا                 | ۵٬۱۵۰٬۰۷۲  | استانبول             | ۱۴٬۳۷۷٬۰۱۸  | ۳٫۴   |
| امارات متحده عربی     | ابوظبی                 | ۸۹۶٬۷۵۱    | دبی                  | ۲٬۲۶۲٬۰۰۰   | ۲٫۵۲  |
| ایالات متحده آمریکا   | واشینگتن، دی.سی.       | ۷۰۵٬۷۴۹    | نیویورک              | ۸٬۳۹۸٬۷۴۸   | ۱۲٫۷۲ |
| ویتنام                | هانوی                  | ۶٬۵۰۰٬۰۰۰  | هوشی‌مین              | ۷٬۱۲۳٬۳۴۰   | ۱٫۱   |